# Andrija Živković (teológus)
Andrija Živković (Sikirevci, 1886. november 23. – Zágráb, 1957. január 10.), horvát katolikus pap, teológus, filozófus, egyetemi tanár, a Zágrábi Egyetem rektora.

## Élete
Az elemi iskolát szülőfalujában végezte, majd 1906-ban a Diakovári Püspöki Líceumban érettségizett. Ezután úgy döntött, hogy papként szolgálja Istent és az embereket, és Rómába ment filozófiát és teológiát tanulni. Teológiai tanulmányait a Gregoriana Pápai Egyetemen végezte, ahol 1909-ben filozófiából, majd 1913-ban teológiából doktorált. A római Bibliai Intézetben is látogatott előadásokat. Hazatérése után Diakovárban különféle lelki szolgálatokat végzett, és a Diakovári Püspöki Líceum erkölcsteológiai tanáraként dolgozott. Egy ideig püspöki titkár volt. 1918 és 1922 között ő volt a szerkesztője az egyházmegyei hírlevélnek. 1924-től a Zágrábi Egyetem Teológiai Karán dolgozott, ahol gyorsan haladt előre a tudományos pályán. 1926/27-ben dékán, 1927/28-ben dékánhelyettes, 1928/30-ban
dékán, 1930/31-ben dékánhelyettes, majd 1934/35-ben ismét dékán, és 1935/36 dékánhelyettes volt. Elődje, Edo Lovrić professzor nyugdíjba vonulása után 1938 és 1940 között ő volt az egyetem rektora, egyben az utolsó pap, aki ezt a tisztséget betöltötte. Az 1940/1941-es és 1942/1943-as tanévben, Stjepan Ivšić rektor mandátuma alatt a rektorhelyettesi tisztséget töltötte be.

## Munkássága
Andrija Živković tudományos hozzájárulása jelentős volt kora horvát teológiájához,
különös tekintettel az erkölcsteológiára. Különféle teológiai kérdésekkel és problémákkal szembesült, melyekre kiváló teológusként adott válaszokat. Filozófiájában a „fidesz”-re (hit) helyezte a hangsúlyt az „ethosz” előtt, ami az számára ez azt jelentette, hogy a hit az élet, és a cselekvésnek a hitet kell követnie. Fő műve az 1939 és 1946 között megjelent „Katoličko moralo bogoslovlje” (Katolikus erkölcsteológia) a teljes katolikus erkölcsi doktrína első szisztematikus tudományos bemutatása, amelyet elsősorban hallgatóknak szántak. Horvát Enciklopédia projekt teológiai szerkesztőbizottságának tagjaként is dolgozott. Számos hozzászólást és vitát publikált az erkölcsteológiáról, különösen az eugenikáról.